# 二項対立
二項対立（にこうたいりつ、英：dichotomy、binary opposition）とは論理学用語の一つ。二つの概念が存在しており、それらが互いに矛盾や対立をしているような様のことを言う。元々は一つの概念であったものを二分することにより、それを矛盾や対立をする関係へと持っていくことを二項対立と言うこともある。
陸と海、子供と大人、彼らと我々、臆病者と英雄、男らしさと女らしさ、既婚者と独身者、白と黒、運動と静止、明と暗のように、相対立する一対の概念を二項対立という。二項対立は、言語学者のソシュールや人類学者のレヴィストロースなどの構造主義の学者に由来する分類概念である。二項対立で注意すべきことを挙げる。
1. 言葉の意味は対立する言葉と比較してはじめてわかる。
例えば、「陸と海」の例で言うなら、「陸」は「海でないもの」、「海」は「陸でないもの」ととらえて初めて意味が明瞭になる。「陸」も「海」もそれだけで意味をなしているわけではない[要出典]。
2. 二項対立は互いに排他的だが全体のシステムを形成している。
陸であれば海でないし、海であれば陸でない。これが排他的な関係である。しかし、陸と海を合わせると、地球の表面のすべてを網羅している。これが全体のシステムを形成しているということである。
3. あいまいさが生じる。
二項対立によると、あいまいさや重複が生じることがある。例えば、「陸と海」という二項対立の場合、「海辺」はどちらに入るのか。海辺は陸でも海でもあるのか、それともどちらでもないのか。また、「彼らと我々」の二項対立の場合、そのいずれにも入らない逸脱者はどうなるのか。
4. 対立する概念には社会の価値観が反映している。
例えば、「臆病者」と言う場合、それは暗黙のうちに「英雄」と対比されて、「臆病者は良くない」というネガティブな意味が付与されることがある。これは社会の価値観が反映しているからだ。同じことは、既婚者と対比される「独身者」、男らしさと比較される「女らしさ」、我々と比較される「彼ら」にも言える。つまり、二項対立は単に自然を描写したものというよりも、社会の価値観を帯びたイデオロギー的なものということである。
5. 物語や映画などを読む時に役立つ。
これはレヴィストロースが指摘していることだが、物語や映画などはある状態から別の状態に進行していくという特徴があり、それらの状態の関係は二項対立関係にある。例えば、暗から明へ、明から暗へ、あるいは制御からパニックへ、パニックから制御へ、あるいは人間と機械といったものである。

学習はさまざまな二項対立関係を学ぶことで成立するが、脱構築とは二項対立の矛盾を突き、二項対立では割り切れないものを発見することである。そもそも二項対立関係には暴力的階層関係がひそんでいるが、脱構築では両義的な言葉や主張と行為の矛盾に着目して階層関係を逆転したり無化する。二項対立では見えてこなかった盲点を発見しながら思考し続ける営為が脱構築操作なのである。
社会においての諸問題も二項対立から発生しているということであり、たとえば紛争の原点がこれである。このような場合の例を挙げてみれば、会社内において経営方針などが計画されている場合に有力な二つの意見が存在しているものの、それらの主張者や支持者が互いに相手に対して譲らずに、会社内においてこのことから対立が発生しているような場合がこれに当てはまる。